# حزقيال (لاعب كرة قدم)
حزقيال (بالبرتغالية: Ezequiel Jacinto de Biasi) هو لاعب كرة قدم برازيلي في مركز الدفاع، ولد في 22 فبراير 1993 في Treze de Maio ‏ في البرازيل. لعب مع سبورتينغ براغا.

## وصلات خارجية
- حزقيال (لاعب كرة قدم) على موقع قاعدة بيانات كرة القدم.إي يو (الإنجليزية)
- حزقيال (لاعب كرة قدم) على موقع Soccerway.com (الإنجليزية)
- حزقيال (لاعب كرة قدم) على موقع عالم كرة القدم.نت (الإنجليزية)